# Julio Mario Santo Domingo Braga
Julio Mario Santo Domingo Braga, también conocido como Julio Mario Santo Domingo Jr. (Barranquilla, 1958 - Nueva York, 25 de marzo de 2009) fue un empresario y politólogo colombiano estadounidense. Fue hijo del empresario Julio Mario Santo Domingo y de la brasileña Edyala Braga, familiar del político Eduardo Braga, exalcalde de Manaus y exgobernador del Estado Amazonas.

## Biografía
Estudió literatura en Universidad de Columbia y leyes en Universidad de Panthéon-Assas. Durante su vida, fue un apasionado por la literatura de todos los periodos, pero especialmente de la literatura francesa de los siglos XIX y XX. También fue coleccionista de libros impresos y manuscritos. Tuvo una preferencia particular por Marcel Proust, aunque también admiró la obra de Baudelaire, Rimbaud y Verlaine. Poseía grandes colecciones de Rock and roll y pipas antiguas chinas para fumar opio, y era un ferviente seguidor de AS Saint-Étienne, un equipo de fútbol francés. Santo Domingo Braga se casó con la socialité Vera Rechulski, con quien tuvo a Julio Mario Santo Domingo III y a Tatiana Santo Domingo; esta última, actual esposa de Andrea Casiraghi, miembro de la familia real del Principado de Mónaco.
En abril de 2009, a los 51 años de edad, murió en New York, víctima de un cáncer que le inició en un pulmón.

## Colección
Julio Mario Santo Domingo Jr. fue un coleccionista de libros y objetos relacionados con las drogas, el sexo y la cultura rock. Era conocido por tener la colección de su tipo más importante del mundo, que incluía más de 50.000 objetos, como fotografías pornográficas de Araki Nobuyoshi, cartas de Charles Baudelaire, el manuscrito original de "Historia de O" y la bicicleta de Syd Barrett. Carl Williams, experto en contracultura, fue curador privado de la colección de Santo Domingo Jr. de 2006 a 2009.  Williams ofreció a Santo Domingo Jr. un manuscrito escrito por el artista mexicano José Luis Cuevas a principios de los años 1960 bajo los efectos del LSD, el cual pasó a formar parte de la colección de Santo Domingo. Santo Domingo Jr. heredó el espíritu bohemio de su padre y fue partícipe de las legendarias tertulias de La Cueva, un grupo de intelectuales bebedores que incluía a Gabriel García Márquez, Álvaro Cepeda y Alejandro Obregón en los años 60 en Barranquilla.
Carl Williams era empleado de Magg Bross, una famosa librería especializada en incunables del barrio londinense de Mayfair, frecuentada por Santo Domingo Jr. Williams también era un experto en archivos fotográficos eróticos y se hizo amigo íntimo de Santo Domingo Jr. La colección de Santo Domingo Jr. no fue vista con buenos ojos por su familia, especialmente por su padre, a quien le preocupaba que arruinara la reputación de la familia. Tras la muerte de Santo Domingo Jr., su familia donó la colección a Harvard, donde está disponible para su estudio.

## Biblioteca Ludlow Santo Domingo
La Biblioteca Ludlow-Santo Domingo es la colección privada de material sobre estados alterados de la mente más grande del mundo. La colección fue formada por Julio Mario Santo Domingo Jr. (1957–2009), un asesor de inversiones que renunció a sus intereses comerciales para dedicarse al coleccionismo.
Sus adquisiciones siguieron sus amplios intereses personales, desde la pasión por la poesía francesa del siglo XIX y la cultura de fin de siglo que se desarrolló cuando estudiaba literatura comparada en la Universidad de Columbia; a explorar el mundo interior del hombre a través de las drogas, el misticismo, el ocultismo, el sexo, los tabúes sociales; a una fascinación por las interrelaciones entre la cultura “alta” y la “baja”.
En términos muy básicos, su coleccionismo se centró en el sexo, las drogas y el rock and roll. Las colecciones pasaron a ser conocidas como Biblioteca Ludlow-Santo Domingo (LSD), luego de la adquisición e integración de Julio Mario Santo Domingo Jr. de la Biblioteca Fitz Hugh Ludlow de San Francisco en 2001.
Además de la colección ahora depositada en Harvard, Santo Domingo formó una importante colección de rock and roll (ahora en el Salón de la Fama del Rock and Roll en Cleveland) y la colección de pipas de opio más grande del mundo.
La colección de más de 50.000 artículos documenta las drogas psicoactivas y sus efectos físicos y sociales. Abarca todo, desde el cultivo y la síntesis hasta los innumerables productos culturales y contraculturales los cuales llevan a estados mentales alterados que han inspirado e influido en estas obras. La mayor parte de la colección explora el uso de drogas por parte de individuos y la influencia que dicho uso y usuarios tuvieron en su sociedad, con énfasis en los siglos XIX y XX en Estados Unidos y Francia.
La colección también es rica en trabajos científicos y médicos sobre cannabis, hachís, opio, coca, peyote, LSD, anestésicos y diversos derivados. Documenta tanto los beneficios del uso controlado como los horrores de la adicción.
La literatura de principios del siglo XX está particularmente bien representada en la colección, incluidas las obras de:
- Charles Baudelaire
- Thomas De Quincey
- Claude Farrére
- Pierre Louÿs
- Fitz Hugh Ludlow
- Arthur Rimbaud
- Paul Verlaine